# Dyskobolia Grodzisk Wielkopolski
Maillots
Le KS Dyskobolia Grodzisk Wielkopolski [dɨskɔˈbɔʎa ˈgrɔdʑisk vʲɛlkɔˈpɔlski] est un club polonais de football basé à Grodzisk Wielkopolski.

## Historique

### Dates clés
- 1922 : Fondation du club
- 2003 : 1re participation à une Coupe d'Europe (C3, saison 2003/04) batu Manchester city
- 2008 : Rachat du club par le propriétaire du Polonia Varsovie. Le Dyskobolia redémarre en IV liga (5e division)

### Histoire du club

#### Les débuts
Le Dyskobolia Grodzisk Wielkopolski a été fondé le 30 avril 1922.
Après avoir passé plusieurs décennies dans les étages inférieurs, le club a été repris vers le  milieu des années 1990 par Zbigniew Drzymała, le président de la société Inter Groclin Auto company, et a commencé à gravir les échelons du football polonais, montant jusqu'à la première division en 1997.
N'ayant pas vraiment de centre de formation, le club était dépendant de joueurs majoritairement trentenaires, et expérimentés au plus haut niveau du pays. 
Cependant, le Dyskobolia redescend à la fin de la saison 1997-98, après un bon début d'année. Lors de la saison suivante, les verts et blancs remontent immédiatement, après un bon parcours en II liga. Drzymała change donc la politique du club, et choisit de se baser sur la jeunesse. Malgré un automne 1999 désastreux, où le club est au plus mal (5 points en 15 rencontres), le Dyskobolia retrouve les victoires qui lui permettent de se maintenir.

#### L'épopée européenne

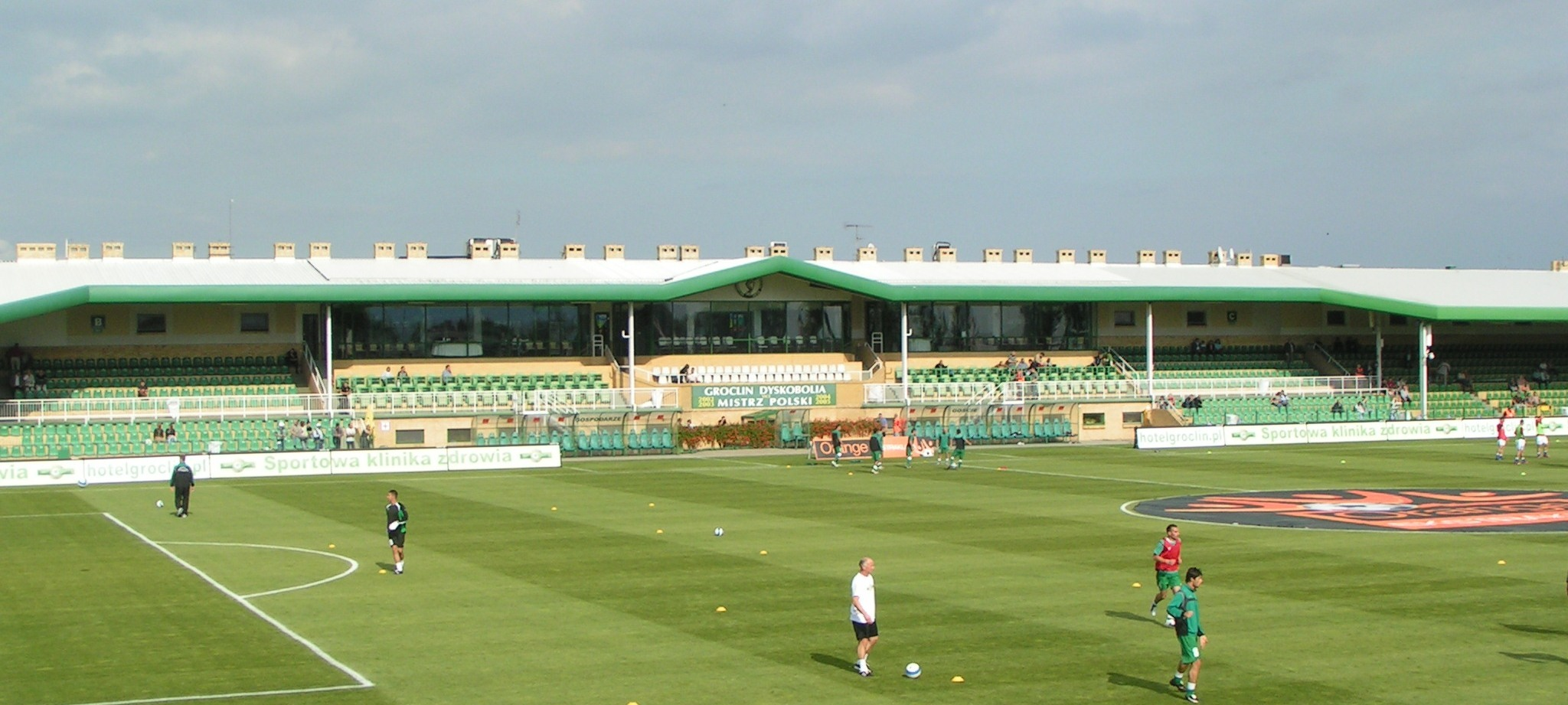
Le Stadion Dyskobolia

Après plusieurs années en Orange Ekstraklasa, le club obtient une certaine stabilité, ce qui lui permet de viser de nouveaux objectifs. Ils seront d'ailleurs atteints en 2003, lorsque le Dyskobolia se classa à la seconde place du classement. Pour la première fois de son histoire, Grodzisk Wielkopolski dispute la Coupe d'Europe. En Coupe UEFA, le club élimine au premier tour le Hertha Berlin puis Manchester City lors de la manche suivante, avant de chuter lourdement au troisième tour (correspondant aux seizièmes de finale) face au FC Girondins de Bordeaux (0-1 et 1-4). Après avoir été à nouveau deuxième en 2004-05, le Dyskobolia connaît un parcours plus bref l'année suivante, en étant éliminé dès le premier tour face encore une fois à un club français, le Racing Club de Lens.

#### Rachat du club
Dans un premier temps, des contacts ont été annoncés entre Groclin et le Śląsk Wrocław. C'est finalement le Polonia Varsovie qui a finalisé la transaction. Après la vente du club, de nombreux joueurs sont partis, le Dyskobolia redémarrant en IV Liga (5e division).

## Bilan sportif

### Palmarès
- Championnat de Pologne :
  - Vice-champion : 2003, 2005

- Coupe de Pologne (2) :
  - Vainqueur : 2005, 2007

- Coupe de la Ligue polonaise (2) :
  - Vainqueur : 2007, 2008

### Bilan européen
Note : dans les résultats ci-dessous, le score du club est toujours donné en premier.
| Saison    | Compétition     | Tour              | Club                     | Domicile | Extérieur | Total  |
| --------- | --------------- | ----------------- | ------------------------ | -------- | --------- | ------ |
| 2001      | Coupe Intertoto | Premier tour      | Spartak Varna            | 1 - 0    | 0 - 4     | 1 - 4  |
| 2003-2004 | Coupe UEFA      | Tour préliminaire | Atlantas Klaipėda        | 2 - 0    | 4 - 1     | 6 - 1  |
| 2003-2004 | Coupe UEFA      | Premier tour      | Hertha Berlin            | 1 - 0    | 0 - 0     | 1 - 0  |
| 2003-2004 | Coupe UEFA      | Deuxième tour     | Manchester City          | 0 - 0    | 1 - 1     | 1E - 1 |
| 2003-2004 | Coupe UEFA      | Troisième tour    | Girondins de Bordeaux    | 0 - 1    | 1 - 4     | 1 - 5  |
| 2005-2006 | Coupe UEFA      | Deuxième tour Q   | Dukla Banská Bystrica    | 4 - 1    | 0 - 0     | 4 - 1  |
| 2005-2006 | Coupe UEFA      | Premier tour      | RC Lens                  | 2 - 4    | 1 - 1     | 3 - 5  |
| 2007-2008 | Coupe UEFA      | Premier tour Q    | MKT Araz Imishli         | 1 - 0    | 0 - 0     | 1 - 0  |
| 2007-2008 | Coupe UEFA      | Deuxième tour Q   | Tobol Kostanaï           | 2 - 0    | 1 - 0     | 3 - 0  |
| 2007-2008 | Coupe UEFA      | Premier tour      | Étoile rouge de Belgrade | 0 - 1    | 0 - 1     | 0 - 2  |

Légende
- Victoire ou qualification pour le tour suivant
- Match nul
- Défaite ou élimination de la compétition

## Joueurs emblématiques

### Internationaux polonais
- Sebastian Mila (15 sélections)
- Grzegorz Rasiak (10 sélections)
- Andrzej Niedzielan (7 sélections)
- Marcin Zając (6 sélections)
- Radosław Sobolewski (4 sélections)
- Mariusz Liberda (en) (3 sélections)
- Adrian Sikora (2 sélections)
- Radosław Majewski (2 sélections)
- Piotr Piechniak (2 sélections)
- Sebastian Przyrowski (2 sélections)
- Tomasz Moskała (en) (1 sélection)
- Marcin Nowacki (en) (1 sélection)

### Joueurs étrangers
- Daouda Camara
- Takesure Chinyama
- Saša Cilinšek
- Sékou Dramé
- Filip Ivanovski
- Panče Kiumbew
- Ivica Križanac
- Mate Lacić
- Vlade Lazarevski
- Radek Mynář
- Saşa Yunisoğlu